# Félix de Valois
Félix de Valois (Amiens, França, 16 de abril de 1127 – Cefroid, França, 4 de novembro de 1212) foi um monge eremita francês e um dos fundadores da ordem dos Trinitários.

## Como eremita
Nasceu em Amiens no distrito de Valois, na França, em 19 de abril de 1127. Ainda jovem, tornou-se um eremita, renunciando às suas posses, e retirou-se para a floresta de Galeresse, onde deu-se à oração e contemplação.
Permaneceu na floresta de Galeresse até o seu sexagésimo primeiro ano, sendo muito reverenciado pela população local, que o consideravam um homem de grande santidade.

## Fundação da Ordem da Santíssima Trindade
João de Matha, admirado pela "fé e santidade" que possuía Félix, juntou-se ao monge e formou uma pequena comunidade religiosa na floresta. Matha sugeriu-lhe a ideia de estabelecer uma Ordem de monges que deveriam dedicar suas vidas para resgatar os escravos cristãos que eram capturados pelos mouros e sarracenos durante as cruzadas".
Matha e Félix viajaram para Roma em dezembro de 1197 para apresentar o plano ao papa. Em 3 de fevereiro de 1198 o Papa Inocêncio III sancionou a ordem para fundar um mosteiro em Cerfroid na Picardia. Já em Cefroid, fundaram a "Ordem da Santíssima Trindade para o Resgate de Cativos". Felix ficou em Cefroid para servir como Supervisor Geral, enquanto Matha trabalhava viajando. Logo após, estabeleceu um hospital da Ordem em Saint Mathum em Paris.
Morreu em Cerfroi em 4 de novembro de 1212, e foi canonizado pelo Papa Urbano IV em 1º de maio de 1262.